# Perez.
Pour plus de détails, voir Fiche technique et Distribution.
Perez. est un film italien réalisé par Edoardo De Angelis, sorti en 2014, avec Luca Zingaretti, Marco D'Amore, Simona Tabasco, Giampaolo Fabrizio (it) et Massimiliano Gallo dans les rôles principaux.

## Synopsis
Demetrio Perez (Luca Zingaretti) est un célèbre avocat pénaliste exerçant à Naples et qui, il y a quelques années encore, était considéré comme l'un des meilleurs dans son domaine. Après s'être fait trop d'ennemis et par peur de représailles, il travaille désormais comme simple avocat commis d'office.
Il rencontre pourtant les ennuis qu'il fuyait lorsque sa fille Tea (Simona Tabasco) tombe amoureuse de Francesco Corvino (Marco D'Amore), le fils d'un puissant patron de la Camorra, et qu'il accepte de défendre au même moment Luca Buglione (Massimiliano Gallo), un chef ennemi des Corvino, qui a décidé de briser la loi du silence et de devenir un repenti. Les révélations de Buglione menace notamment le jeune Francesco, qui ne compte pas se laisser faire.

## Fiche technique
- Titre : Perez.
- Réalisation : Edoardo De Angelis
- Scénario : Edoardo De Angelis et Filippo Gravino (it)
- Photographie : Ferran Paredes Rubio (it)
- Montage : Chiara Griziotti
- Musique : Riccardo Ceres
- Costumes : Eleonora Rella
- Décors : Carmine Guarino (it)
- Producteur : Edoardo De Angelis, Attilio De Razza, Pierpaolo Verga et Luca Zingaretti
- Société de production : O'Groove, Tramp Ltd et Medusa Film
- Pays d'origine :  Italie
- Langue : Italien
- Format : Couleur
- Genre : Drame, thriller et néo-noir[1]
- Durée : 94 minutes
- Dates de sortie :
  -  Italie : 5 septembre 2014 (Mostra de Venise)
  -  Italie : 2 octobre 2014
  -  France : 20 février 2015 (festival De Rome à Paris)

## Distribution
- Luca Zingaretti : Demetrio Perez
- Marco D'Amore : Francesco Corvino
- Simona Tabasco : Tea Perez
- Giampaolo Fabrizio (it) : Ignazio Merolla
- Massimiliano Gallo : Luca Buglione
- Toni Laudadio : le procureur Rossetti
- Antonio Pennarella : l'assistant du procureur
- Saman Anthony : Indiano
- Ivan Castiglione (it) : Walter
- Lino Musella : Latella
- Edoardo De Angelis : le frère de Buglione

Et parmi les acteurs et actrices non crédités :
- Salvatore Cantalupo
- Cristina Donadio (it)
- Antonella Morea (it)

## Autour du film
- Premier rôle au cinéma pour Simona Tabasco.

## Prix et distinctions
- Globe d'or du meilleur acteur en 2015 pour Luca Zingaretti.
- Nomination au Ruban d'argent du meilleur acteur en 2015 pour Luca Zingaretti.
- Nomination au Ruban d'argent du meilleur sujet en 2015 pour Edoardo De Angelis et Filippo Gravino (it).
- Nomination au Ruban d'argent de la meilleure prise de son en 2015 pour Vincenzo Urselli.
- Prix Guglielmo Biraghi en 2015 pour Simona Tabasco.
- Prix Hamilton en 2015 pour Luca Zingaretti.